# Cyprinodon longidorsalis
Cyprinodon longidorsalis är en fiskart som beskrevs av Lozano-vilano och Contreras-balderas, 1993. Cyprinodon longidorsalis ingår i släktet Cyprinodon och familjen Cyprinodontidae. Inga underarter finns listade i Catalogue of Life.